# Психология музыкальных предпочтений
Под психологией музыкальных предпочтений понимаются «психологические факторы, которые определяют различные музыкальные предпочтения». Большинство людей в том или ином виде слушают музыку каждый день, и она влияет на слушателя разными способами: начиная с управления эмоциями и заканчивая уровнем когнитивного развития. Музыка также обеспечивает возможность самовыражения. Имеются основания предполагать, что музыкальное образование помогает интеллектуальному развитию. Многочисленные исследования, в основном – использовавшие модель Большой Пятёрки, показывают, что черты характера влияют на музыкальные предпочтения. Эти исследования не ограничивались западной культурой: значительные результаты были обнаружены также в других странах мира, включая Японию и Германию.

## Открытость опыту
Из всех черт характера, открытость опыту, как показали исследования, оказывает самый большой эффект на жанровые предпочтения. Люди, имеющие высокий показатель по открытости опыту, в большинстве своем предпочитают более сложную и разнообразную музыку, такую как классическая музыка, джаз, эклектика. Одной из граней открытости опыту является эстетичность, поэтому исследователи предполагают, что будет высокая положительная корреляция между открытостью опыту и предпочтением сложной музыки. Люди, имеющие высокие показатели по открытости, также обычно высоко оценивают собственные умственные способности. Это могло бы также объяснить, почему эта группа людей любит сложную классическую музыку и джаз. 
Одно из исследований, изучающее влияние различных черт характера на эмоции, вызываемые музыкой, заключает, что из всех черт большой пятерки, открытость опыту больше всего предполагает сильные эмоциональные реакции на грустную и медленную музыку. Самые частые эмоции, вызываемые грустной музыкой — это ностальгия, умиротворенность, и восхищение. Открытость опыту положительно коррелировала со всеми этими эмоциями. Тем не менее, другое исследование, изучавшее способность музыки вызывать у слушателя «мурашки», не нашло никакой связи между открытостью опыту и способностью ощущать мурашки от прослушивания музыки. Единственными параметрами, способными предсказать мурашки, были частота прослушивания музыки человеком и высота оценки им важности музыки в своей жизни. 
В другом исследовании изучалось, как открытость опыту и частота слушания музыки связаны между собой, а также как они влияют на музыкальные предпочтения. Во время прослушивания отрывков из классической музыки, люди, имеющие высокий показатель по открытости к опыту, быстрее переставали получать удовольствие от музыки во время повторных прослушиваний, по сравнению с теми людьми, у кого были низкие показатели по открытости. Второй категории, наоборот, музыка нравилась больше с повторными прослушиваниями. Отсюда можно предположить, что новизна в музыке — это важное качество для открытых опыту людей.
В одном из исследований люди заполняли психологический тест до и после прослушивания классической музыки (при этом им давали читать слова или нет). Музыка и со словами, и без, оказала влияние на оценку своих психологических качеств, больше всего на открытость опыту, которая значительно увеличилась. В этом исследовании не черты характера влияют на музыку, которую люди предпочитают, а прослушанная музыка влияет на восприятие людьми черт собственного характера.

## Экстраверсия
Экстраверсия — другой хороший показатель жанровых предпочтений в музыке. Она также предсказывает, как человек будет использовать музыку. Люди, имеющие высокий показатель экстравертности, обычно предпочитают счастливую «социальную» музыку, такую как поп, хип-хоп, рэп, и электронную музыку. Кроме того, экстраверты слушают музыку чаще интровертов, и чаще используют музыку как фон. Одно из исследований сравнивало интровертов и экстравертов, чтобы узнать, кто из этих групп будет больше отвлекаться на фоновую музыку (со словами и без). Предполагалось, что поскольку экстраверты чаще включают фоновую музыку, они будут способны отфильтровать её лучше, но это оказалось не так. Обе группы одинаково сильно отвлекались на музыку со словами.
Другое исследование изучало учителей музыки и музыкальных терапевтов, предполагая что люди, изучающие музыку, будут более экстравертными. Исследование показало, что учителя музыки действительно в среднем более экстравертны. Музыкальные терапевты тоже были в среднем более экстравертны, но намного меньше чем учителя.

## Доброжелательность
Хотя доброжелательность мало влияет на жанровые предпочтения, она хорошо предсказывает интенсивность музыкальных эмоций, как положительных, так и отрицательных. Те, кто имеет высокий показатель по доброжелательности, обычно испытывают более сильные эмоции от музыки.

## Нейротизм
Нейротизм плохо предсказывает жанровые предпочтения, но он может предсказать, как люди используют музыку. Люди с высоким нейротизмом часто используют музыку для эмоциональной регуляции, и что, возможно, связано с предыдущим, они испытывают более сильные эмоции от грустной музыки.

## Музыкальные предпочтения и темперамент
Сангвиники и холерики благодаря легкой возбудимости привлекаются танцевальным стилем, меланхолики тянутся к грустной, серьезной гармонии, а флегматиков, по А. Кирхеру, трогают тонкие женские голоса.
В музыкальной терапии предлагается например, исходя из того, что темперамент человека отражает существенные признаки эмоциональной жизни человека, сопоставлять из классической модели Айзенка шкалы "стабильность-нейротизм" - музыкальными параметрами "мажор-минор", а шкалы "интроверсия-экстраверсия" - параметрами "медленно-быстро".
В клинической психотерапии пациентам предлагается помощь музыкой исходя из их природной конституциональной организации (характера). Например, музыка Моцарта, Штрауса, Россини больше созвучна людям циклоидного (сангвинического) характера, а людям замкнуто-углубленного (аутистического) характера больше созвучны Бах, Рахманинов, Шостакович, тревожному (психастеническому) характеру созвучны композиторы Вивальди, Глинка,  Чайковский, а людям напряженно-авторитарного склада (эпилептоидный характер) созвучны Мусоргский, Бородин, цыганские романсы. Данные положения базируются на законе подобия Э. Геннекена - Н.А. Рубакина.